# Paul Gouin
Paul Gouin, né le 20 mai 1898 et mort le 4 décembre 1976 à Montréal, est un avocat et homme politique québécois.

## Biographie

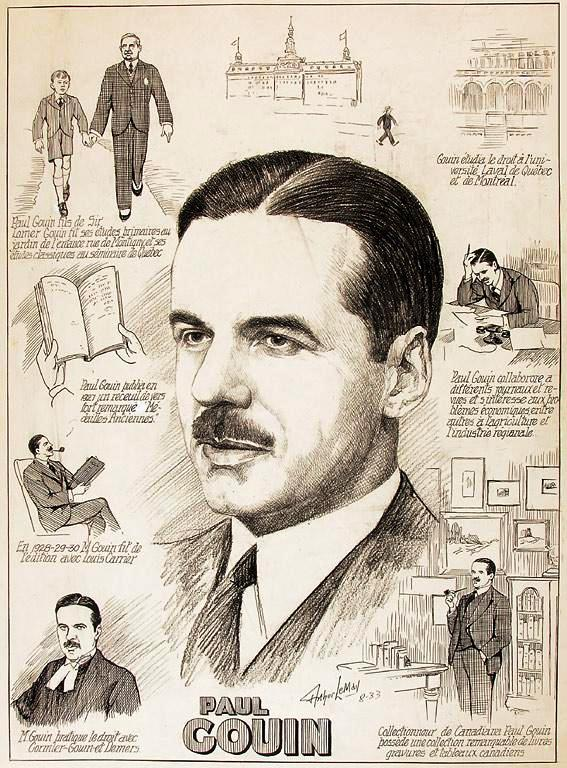
Paul Gouin par Arthur Lemay, 1933

Il est le fils de Lomer Gouin, avocat et premier ministre du Québec, et d'Éliza Mercier, fille d'Honoré Mercier.
Il étudie le droit à l'Université Laval et à l'Université de Montréal, et combat durant la Première Guerre mondiale. Il pratiqua le droit quelques années, puis dirigea une maison d'édition, tout en s'intéressant de près à la politique.
En 1934, il quitta le Parti libéral du Québec pour fonder, avec d'autres libéraux dissidents, l'Action libérale nationale (ALN). Aux élections de 1935, il s'allia aux conservateurs de Maurice Duplessis et fut élu député de L'Assomption.
Cependant, il entre peu après en conflit avec Duplessis et lui retire son appui avant les élections de 1936, pendant que la majorité des députés de l'ALN rejoignaient les conservateurs pour former l'Union nationale. Il n'est finalement pas candidat à ces élections.
Il travaille alors à reformer l'ALN en vue des élections de 1939, mais son parti disposait de peu de moyens et ne fit élire aucun député. En 1942, il participa à la fondation du Bloc populaire canadien mais n'y resta pas longtemps. Il fut battu en tant que candidat nationaliste indépendant aux élections de 1944, puis quitta la vie politique active.
Paul Gouin consacra le reste de sa carrière au domaine culturel. Il a été conseiller technique en matière culturelle auprès du Conseil exécutif de la province de Québec, et dirigea divers organismes comme le Conseil de la vie française en Amérique, la Commission des monuments historiques de la province de Québec et la Société des festivals de Montréal. Il fut également cofondateur de la revue Vie des arts.
Un fonds d'archives de Paul Gouin est conservé au centre d'archives de Montréal de Bibliothèque et Archives nationales du Québec. Un fonds Paul Gouin est aussi conservé à Bibliothèque et Archives Canada. 

## L'album Paul Gouin
Alors qu'il était président de la Commission des monuments historiques de la province de Québec (1955-1968), Paul Gouin aurait rassemblé en album des photographies anciennes. Si l'information n'est pas confirmée, l'album, qui montre notamment la ville de Québec après le Grand incendie qui rasa la basse-ville le 14 octobre 1866, portait tout de même son nom au moment où il a été versé aux Archives nationales dans les années 1980.
Une grande partie de ces images ont été produites grâce au leggotype, procédé nouveau à l'époque qui permettait une impression plus efficace des textes et des images. L'apparition de cette technologie a permis le développement de journaux illustrés très populaires au Québec, mais elle a également été utilisée à New York.
L'album Paul Gouin est conservé au centre d'archives de Québec de Bibliothèque et Archives nationales du Québec.